# Euplexia aureocincta
Euplexia aureocincta là một loài bướm đêm trong họ Noctuidae.